# Guy Maunsell
Guy Anson Maunsell (* 1. September 1884 in Srinagar, damals Kaschmir, Britisch-Indien; † 20. Juni 1961 in Irland) war der britische Bauingenieur, der im Zweiten Weltkrieg die  Maunsell Forts entwarf, die zur Verteidigung der englischen Ostküste in den Mündungen der Flüsse Themse und River Mersey aufgestellt wurden. 
Im Jahr 1955 gründete er in London die Firma G Maunsell & Partners. Das Unternehmen expandierte schnell nach Australien, Hongkong und den Mittleren Osten und gilt als Pionier für die Verwendung von Spannbeton beim Bau großer Brücken. Die 1959 fertiggestellte Narrows Bridge in Perth, die zum Zeitpunkt ihrer Eröffnung größte aus Spannbeton vorgefertigte Brücke der Welt, wurde nach einem Entwurf von G Maunsell & Partners gebaut. Die Gladesville-Brücke in Sydney, zwischen 1959 und 1964 gebaut, zählt auch heute noch zu den längsten Betonbogenbrücken der Welt. Sie fusionierten mit dem Ingenieurbüro Faber. Seit 2000 ist das Unternehmen ein Teil der AECOM Gruppe.  